# أمازون ميوزك
أمازون ميوزك هي خدمة بث تديرها شركة أمازون،تم إطلاق الخدمة في 25 سبتمبر 2007.

## وصلات خارجية
- الموقع الرسمي